# اسکای‌کم

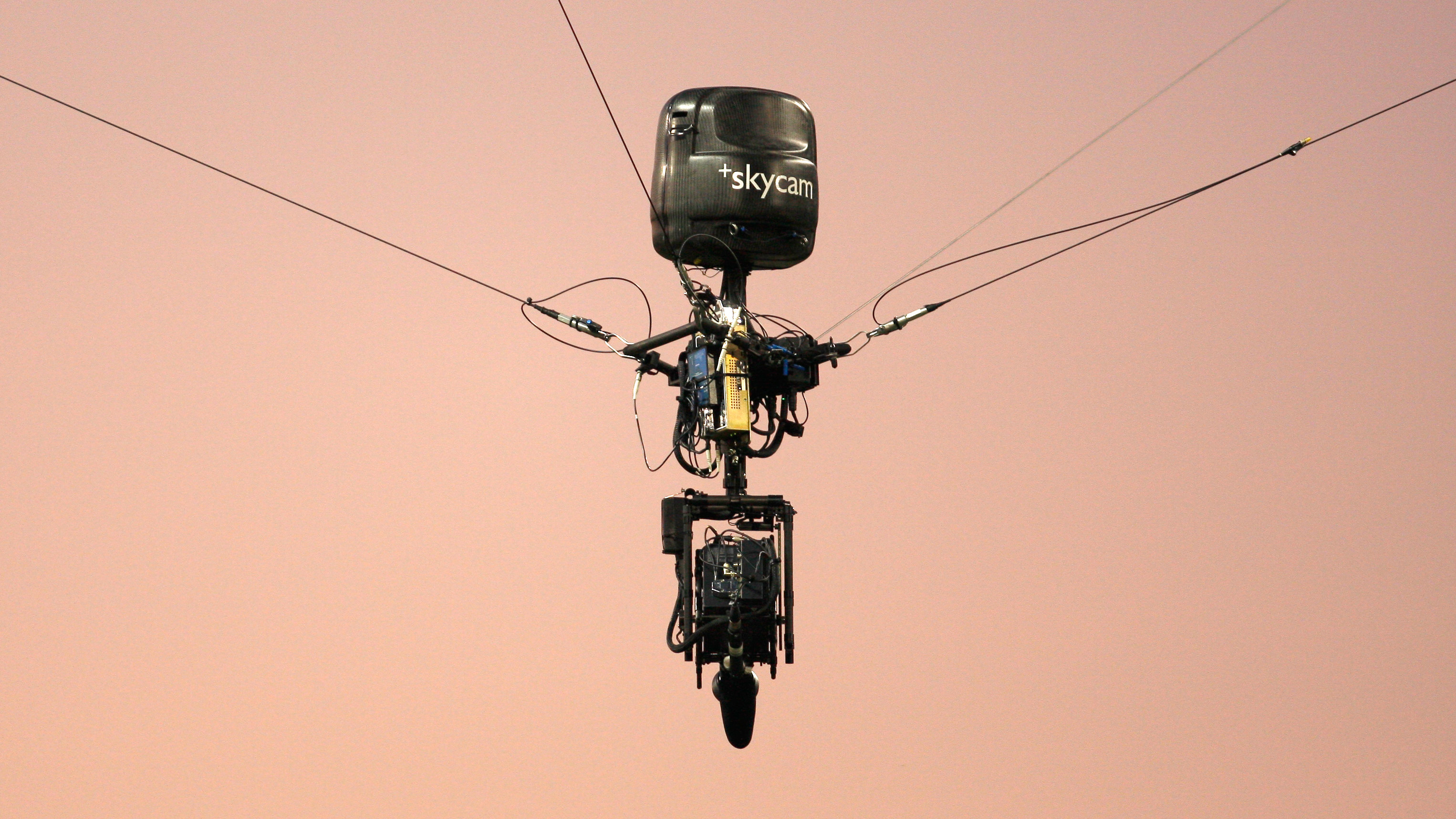
یک دوربین اسکای‌کم در حال کار

اسکای‌کم (به انگلیسی: Skycam) یک نشان تجاری مربوط به یک محصول ثبت شده‌است. این محصول یک دوربین فیلمبرداری است که به وسیله کنترل رایانه‌ای، متعادل و معلق می‌شود. این سامانه مشابه استدی‌کم بوده با این تفاوت که امکان مانور سه بعدی را در یک فضای بازمانند استادیوم را دارا است. اسکای‌کم توسط سامانهٔ کشش کابلی هدایت می‌شود. سامانهٔ مذکور تصاویر مورد نیاز را از زوایای مختلف برای تماشاگران تأمین می‌کند. وزن دوربین در حدود ۱۴ کیلوگرم بوده و قادر به حرکت‌کردن با سرعت ۴۸ کیلومتر بر ساعت است.